# تروکنبورن-وولفرسدورف
تروکنبورن-وولفرسدورف (به آلمانی: Trockenborn-Wolfersdorf) یک شهر در آلمان است که در زاله‌هلتسلاند واقع شده‌است. تروکنبورن-وولفرسدورف ۵۶۳ نفر جمعیت دارد.